# Plagiocefàlia
El terme plagiocefàlia descriu una deformitat cranial consistent en un cap asimètric i obliquat, de manera que la màxima longitud no és a la línia mitjana sinó a la diagonal. Atenent a l'etiologia de la deformació, la plagiocefàlia posicional és de "caràcter extern" perquè està produïda per forces mecàniques externes que actuen sobre la sutura lambdoidea o la regió posterior del crani, bé sigui durant la vida intrauterina o posteriorment, a diferència de la plagiocefàlia craniosinostótica, que com totes les craniosinostosi és deguda a factors intrínsecs que afecten a les mateixes sutures cranials (sutures lambdoides).

## Tipus
- Plagiocefàlia posicional unilateral: El crani pren una forma de paral·lelogram. Es dona un aplanament de la regió parieto-occipital que fa que el front es desplaci anteriorment i cap avall i al mateix temps la regió frontal homolateral s'avança per creixement compensatori.

- Plagiocefàlia posicional bilateral o Paquicefàlia : El cap adopta un aspecte braquicèfal. L'aplanament afecta ambdues regions occipitals, amb augment del diàmetre vertical del crani a la regió parietal, accentuant la protrusió del vèrtex amb una disminució del diàmetre antero-posterior cranial.
- Plagiocefàlia occipital per craniosinostosi : L'aplanament occipital es veu compensat sobretot per bombament de la regió occipito-mastoidea. La típica cresta òssia sobre de la sutura lambdoidea sol estar present i és palpable. A més el bombament contralateral sol ser més parietal que occipital.